# Faunis
Faunis är ett släkte av fjärilar. Faunis ingår i familjen praktfjärilar.

## Bildgalleri

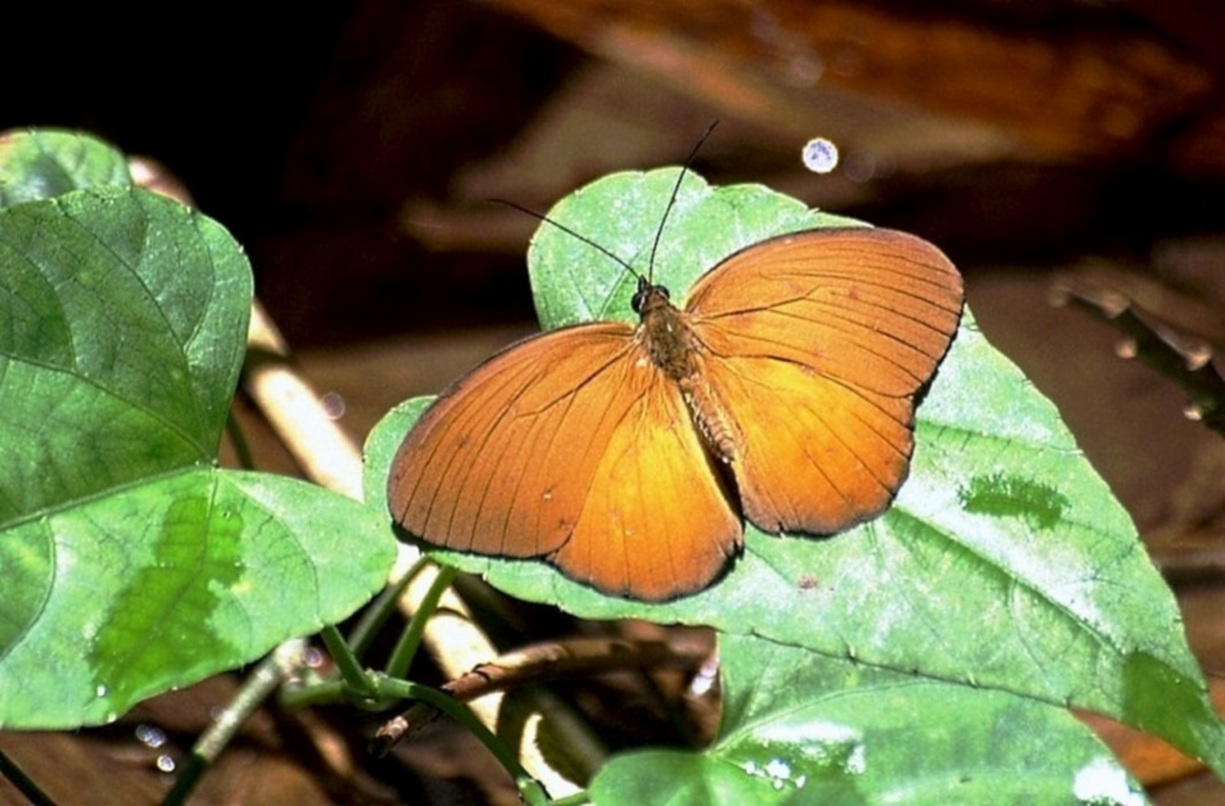

## Dottertaxa tillFaunis, i alfabetisk ordning[1]
- Faunis adamsi
- Faunis aerope
- Faunis ameinokleia
- Faunis arcesilas
- Faunis arcesilaus
- Faunis assamus
- Faunis baliensis
- Faunis bankensis
- Faunis barrauti
- Faunis besa
- Faunis borneensis
- Faunis burmana
- Faunis caecus
- Faunis canens
- Faunis carfinia
- Faunis chitone
- Faunis cyme
- Faunis decempunctatus
- Faunis eumeus
- Faunis excelsus
- Faunis faunula
- Faunis faunuloides
- Faunis fruhstorferi
- Faunis gracilis
- Faunis gripusalis
- Faunis ikonion
- Faunis incertus
- Faunis indistincta
- Faunis intermedius
- Faunis kirata
- Faunis klados
- Faunis kleis
- Faunis lautensis
- Faunis leonteus
- Faunis leucida
- Faunis leucis
- Faunis luridus
- Faunis masseyeffi
- Faunis menado
- Faunis microocellata
- Faunis microps
- Faunis moiarum
- Faunis niasanus
- Faunis pallidior
- Faunis phaon
- Faunis plateni
- Faunis pleonasma
- Faunis rufus
- Faunis samadhi
- Faunis sappho
- Faunis stomphax
- Faunis subpallida
- Faunis sulanus
- Faunis sumatranus
- Faunis sumatrensis
- Faunis syllus
- Faunis taraki
- Faunis tenuitata
- Faunis toxopeusi
- Faunis ynunnanensis
- Faunis zenica